# 源溪
源溪（广州话拼音：Yunkai），是广州的一条老村，地处西关平原北边（南邊有駟馬涌流經），旧时为南海縣金利司恩洲堡，现属于中华人民共和国广东省广州市荔湾区南源街道。这个村北接西場、增埗，南連澳口，世居村民姓蕭、馬、何、梁，都有宗祠。

## 历史
源溪村原先村主是姓丁、麥。南宋時期，蕭氏先祖由山東蘭陵遷入源溪。元末明初，馬氏由廣東新會遷入源溪。後來梁氏、何氏陸續遷入。明清兩代，屬南海縣金利司恩洲堡。
中華民國初年，屬南海縣二區。1928年，屬廣州市南岸區。1949年12月，屬廣州市南岸區源溪街。1950年6月，南岸區改名西村區，屬西村區源溪街。1951年9月，屬廣州市西村區南源街。1952年9月，屬西區南源街。1953年1月，屬西區人民政府駐南源街。1955年5月，屬西區南源街。1960年5月，屬廣州市西區西村人民公社管理委員會；同年8月西區改名荔灣區。1961年8月，撤社復街，屬廣州市荔灣區南源街。1968年4月，屬荔灣區南源街革命委員會。1980年9月，屬荔灣區南源街源溪社區，延续至今。源溪舊時有部份区域属于西郊人民公社（1987年改名叫西郊行政村）。2002年，廣州市城中村改革，源溪正式不再归西郊村管。